# Peter Praet

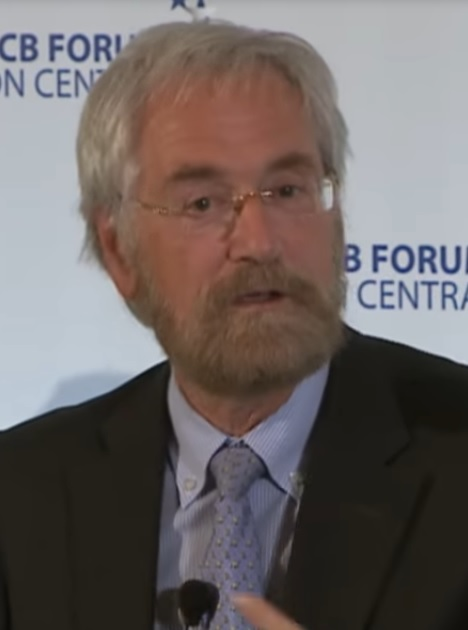
Peter Praet in 2016

Peter Praet (Herchen (Duitsland), 20 januari 1949) is een Belgisch econoom. Van 2011 tot 2019 was hij directeur van de Europese Centrale Bank (ECB). Van 2012 tot 2019 was hij tevens hoofdeconoom van de ECB.

## Biografie
Praet werd in Duitsland geboren. Hij heeft een Duitse moeder en een Belgische vader. Hij studeerde aan de Université libre de Bruxelles (ULB) en behaalde in 1971 een bachelor in de economische wetenschappen, in 1972 een master in de economische wetenschappen en in 1980 een doctoraat in de economische wetenschappen.
Hij was econoom bij het Internationaal Monetair Fonds (IMF) van 1978 tot 1980. Van 1980 tot 1987 was hij hoogleraar aan de ULB en van 1988 tot 1999 was hij hoofdeconoom bij de Generale Bank en dienst opvolger Fortis Bank. In 1999 werd Praet kabinetschef van minister van Financiën Didier Reynders (MR).
Van 2000 tot mei 2011 was hij directeur bij de Nationale Bank van België (NBB). De financiële stabiliteit behoorde tot zijn verantwoordelijkheid en hij hield hij toezicht op financiële infrastructuren en betalingssystemen. Van 2002 tot 2011 was hij lid van het directiecomité van de Commissie voor het Bank-, Financie- en Assurantiewezen (CBFA).
Tussen 2001 en 2004 bekleedde hij een leerstoel in Ethique de l'entreprise aan de Faculté Polytechnique en de Solvay Business School (deel van de ULB).

### ECB
Praet werd op 14 februari 2011  unaniem verkozen als opvolger van de Oostenrijkse Gertrude Tumpel-Gugerell als directeur van de Europese Centrale Bank (ECB). Hij was niet de favoriet maar kreeg niettemin de voorkeur omwille van de goede indruk die hij maakte en ook door de ongunstige indrukvan zijn enige tegenkandidaat, de Slowaakse Elena Kohutikova.
Vanaf 1 juni 2011 trad de officiële benoeming van Praet in werking, na de Europese lentetop in mei. Op 3 januari 2012 werd hij benoemd in de officieuze positie als hoofdeconoom binnen de directie als opvolger van Jürgen Stark.
Eind 2014, begin 2015 was hij binnen de directie van de Europese Centrale Bank een van de voorstanders om in 2015 te beginnen met het uitvoeren van een pakket van kwantitatieve versoepeling.
In juni 2019 werd Praet als directeur en hoofdeconoom van de ECB door de Ier Philip R. Lane opgevolgd.

## Overzicht lidmaatschappen
- Nationale Bank van België (directeur)
- Commissie voor het Bank-, Financie- en Assurantiewezen (directiecomité) van de
- Board of Directors van de Bank voor Internationale Betalingen (BIB) (eerste plaatsvervangend lid)
- Global Economy Meeting van de BIB (plaatsvervangend lid)
- Economic Consultative Committee van de BIB (plaatsvervangend lid)
- Comité voor Bankentoezicht van het Europees Systeem van Centrale Banken (voorzitter)
- Basel Committee on Banking Supervision (BCBS) (lid)
- Basel Committee on the Global Financial System (CGFS) (lid)
- CGFS Werkgroep over Fixed Income Strategies of Insurance firms and pension funds (voorzitter)
- BCBS Research Task Force (voorzitter)
- Basel Committee on Payment and Settlement Systems (CPSS) (lid)
- Comité van Europese Bankentoezichthouders (CEBS), sinds januari 2011 de European Banking Authority (EBA)
- Board van het Brussels European and Global Economic Laboratory (BRUEGEL) (2004–2011)
- XBRL (Extensible Business Reporting Language) (raad van bestuur)
- Hoge Raad van Financiën
- 2008 Lamfalussy Task Force for a new Financial architecture in Belgium
- Academic Advisory Board van Brussels Finance Institute (BFI) (lid)
- International Advisory Council van het International Centre for Financial Regulation (ICFR)
- Comité voor systeemrisico's en systeemrelevante financiële instellingen (CSRSFI)

- Bibsys: 2123847
- Bibliothèque nationale de France: cb124756938 (data)
- CiNii: DA01688853
- Gemeinsame Normdatei: 170050947
- International Standard Name Identifier: 0000 0001 0875 0728
- Library of Congress Control Number: n84218736
- Nationale Bibliotheek van Israël: 987007280055105171
- Nederlandse Thesaurus van Auteursnamen: 071695028
- Système universitaire de documentation: 033952493
- Virtual International Authority File: 17323297
- WorldCat: E39PBJkTbhBXgRbwv3rQf6gkDq